# 庭長
庭長是法院組織中，負責處理所屬該庭司法行政事務的職務，與負責訴訟指揮之審判長不同。但根據法院組織法第4條，審判長原則上以庭長充之。

## 職務
- 普通法院民、刑事庭庭長
  - 本庭事務之監督
  - 本庭評議簿之保管
  - 本庭候補法官裁判書類之審閱
  - 本庭各項文稿之決行
  - 配置本庭法官及其他職員之工作、操行、學識、能力之考核監督與獎懲之擬議
  - 人民陳訴事件之調查及擬議。
  - 法律問題之研究。
  - 抽籤或電腦分案事務之主持。
  - 其他有關庭務之處理

- 最高行政法院庭長
  - 本庭事務之監督
  - 本庭評議之主持及評議簿之保管
  - 本庭關於訴訟進行文件之判行
  - 本庭法官所擬裁判書之核定
  - 本庭裁判可備充判例之選擇
  - 年終會議決議及院長交辦事項之處理
  - 本庭法官工作之考核與獎懲之擬議
  - 對調辦事法官之督導考核
  - 配置本庭法官助理及其他職員工作之指揮及操行、學識、能力之考核監督與獎懲之擬議
  - 人民陳訴事件之調查及擬議
  - 法律問題之研究
  - 抽籤及電腦分案事務之主持
  - 有關業務改進建議事項
- 民事執行處庭長監督該處事務
- 最高法院庭長出席民事庭會議、刑事庭會議或民、刑事庭總會議，編選、變更或刪除判例

## 相關項目
- s:法院組織法
- 審判長
- 法官
- 書記官